# Iron County (Wisconsin)
Das Iron County ist ein County im US-amerikanischen Bundesstaat Wisconsin. Im Jahr 2020 hatte das County 6137 Einwohner und eine Bevölkerungsdichte von 3,1 Einwohnern pro Quadratkilometer. Der Verwaltungssitz (County Seat) ist Hurley, das nach M. A. Hurley benannt wurde, einem hiesigen Richter und Inhaber einer Eisenerzmine.

## Geografie
Das County liegt im Norden von Wisconsin und grenzt im Norden an Michigan sowie den Oberen See, den größten der fünf Großen Seen. 
Das Iron County hat eine Fläche von 2381 Quadratkilometern, wovon 420 Quadratkilometer Wasserfläche sind.
Im Süden des Countys liegt die Turtle-Flambeau Flowage, ein Stausee des über den Chippewa River zum Stromgebiet des Mississippi gehörenden Flambeau River.
An das Iron County grenzen folgende Nachbarcountys: 
|                |              | Gogebic County (Michigan) |
| Ashland County |              | Vilas County              |
|                | Price County |                           |

## Geschichte
Das Iron County wurde am 1. März 1893 aus Teilen des Ashland County und des Oneida County gebildet. Benannt wurde es nach den hier vorhandenen Eisenerzvorkommen und -minen.

## Demografische Daten
Nach der Volkszählung im Jahr 2010 lebten im Iron County 5916 Menschen in 3003 Haushalten. Die Bevölkerungsdichte betrug 3,1 Einwohner pro Quadratkilometer. In den 3003 Haushalten lebten statistisch je 1,95 Personen. 
Ethnisch betrachtet setzte sich die Bevölkerung zusammen aus 97,7 Prozent Weißen, 0,2 Prozent Afroamerikanern, 0,7 Prozent amerikanischen Ureinwohnern, 0,3 Prozent Asiaten sowie aus anderen ethnischen Gruppen; 1,1 Prozent stammten von zwei oder mehr Ethnien ab. Unabhängig von der ethnischen Zugehörigkeit waren 0,5 Prozent der Bevölkerung spanischer oder lateinamerikanischer Abstammung.
15,9 Prozent der Bevölkerung waren unter 18 Jahre alt, 56,6 Prozent waren zwischen 18 und 64 und 27,5 Prozent waren 65 Jahre oder älter. 49,9 Prozent der Bevölkerung war weiblich.

Das jährliche Durchschnittseinkommen eines Haushalts lag bei 37.112 USD. Das Pro-Kopf-Einkommen betrug 22.685 USD. 16,4 Prozent der Einwohner lebten unterhalb der Armutsgrenze.

## Ortschaften im Iron County
Citys
- Hurley
- Montreal

Census-designated places (CDP)
- Iron Belt
- Mercer
- Pence
- Saxon

Andere Unincorporated Communities
| - Carter - Cedar - Germania - Gurney - Hoyt | - Kimball - Manitowish - Orva - Pine Lake - Powell | - Rouse - Springstead - Tyler Forks - Upson - Van Buskirk |

## Gliederung
Das Iron County ist neben den zwei Citys in zehn Towns eingeteilt:
| Town             | Einwohner (2010) | FIPS     |
| ---------------- | ---------------- | -------- |
| Town of Anderson | 58               | 55-01925 |
| Town of Carey    | 163              | 55-12525 |
| Town of Gurney   | 159              | 55-31875 |
| Town of Kimball  | 498              | 55-39625 |
| Town of Knight   | 211              | 55-40075 |
| Town of Mercer   | 1407             | 55-51200 |
| Town of Oma      | 289              | 55-59850 |
| Town of Pence    | 163              | 55-61825 |
| Town of Saxon    | 324              | 55-71875 |
| Town of Sherman  | 290              | 55-73400 |